# Hogna nairobia
Hogna nairobia este o specie de păianjeni din genul Hogna, familia Lycosidae. A fost descrisă pentru prima dată de Roewer, 1960.
Este endemică în Kenya. Conform Catalogue of Life specia Hogna nairobia nu are subspecii cunoscute.